# USS Osmond Ingram (DD-255)
Za druga plovila z istim imenom glejte USS Osmond Ingram.
USS Osmond Ingram (DD-255) je bil rušilec razreda Clemson v sestavi Vojne mornarice Združenih držav Amerike.
Rušilec je bil poimenovan po Osmondu K. Ingramu, mornarju, ki je prejel medaljo časti.

## Zgodovina
Rušilec je imel sprva oznako DD-255, nato pa so ga 2. avgusta 1940 preimenovali v AVD-9, vrnili nazaj v prvotni naziv 4. novembra 1943 in od 22. junija 1944 je nosil oznako APD-35.